# Близнецы (Матрица)
Близнецы (англ. Twins) — персонажи фильма «Матрица: Перезагрузка» (2003), слуги Меровингена, роли которых исполняют актёры Эдриан и Нил Рэйменты. Близнецы носят дредлоки (что позволяет видеть в них особую версию вавилонского растафарианства), одеты в белые костюмы, белые галстуки и белые плащи. Они могут проходить сквозь предметы и вести полупризрачное существование.

## В фильме
В «Перезагрузке» Близнецы впервые появляются, когда Нео, Тринити и Морфеус идут к Меровингену в ресторан — Близнецы курят кальян и ухмыляются, когда Меровинген отказывает Нео в просьбе отдать Мастера Ключей. Близнецы произносят в фильме всего несколько фраз, но говорят при этом с британским акцентом и, обращаясь друг к другу, постоянно говорят «мы», а не «я».
После того, как Нео освобождает Мастера Ключей, Близнецы бросаются в погоню за Морфеусом, Тринити и Мастером. Во время погони они ярко демонстрируют свои способности — пули пролетают сквозь них, не причиняя никакого вреда, а если кто-то из них и получает ранение, то, переходя в призрачную форму, мгновенно исцеляет раны. Морфеус угоняет автомобиль, но Близнецы бросаются за ним в погоню. После долгой погони Морфеус всё-таки ухитряется перевернуть машину Близнецов, расстрелять в ней бензобак и взорвать её вместе с Близнецами.
Близнецы используют два характерных оружия в фильме — пистолет-пулемёт HK UMP и опасную бритву.

## Критика и отзывы
После выхода фильма некоторые восприняли Близнецов как очередной пример негативного образа альбиносов в голливудской продукции. Это было отмечено несколькими крупными СМИ (USA Today, MSNBC и т. д.) Производитель фильма, студия Warner Bros., заявила, что эти обвинения необоснованны, что у них не было намерения показывать какую-то группу людей с отрицательной стороны, и что Близнецы — не альбиносы, так как у них чёрные брови.
По мнению критиков, в образе «сверх-белых» близнецов, практически лишённых индивидуальности и эмоций — авторы фильма продолжают свою линию критики «белого» общества. Как заметил Ричард Дайер (англ. Richard Dyer), белый цвет часто играет роль отсутствия: «чего бы то ни было; другими словами — материальной реальности».
Журнал «Мир Фантастики» поставил близнецов на 5 место в списке «10 самых-самых фантастических близнецов», добавив, что несмотря на то, что они появились в фильме всего на 10 минут, благодаря броской внешности и необычным способностям хорошо запомнились зрителям.